# Cybergeddon
Cybergeddon (da tech. cyber-, lett. "computer"; ebraico: Megiddo, estratto da Har Megiddo, "montagna della battaglia finale") si riferisce al cataclisma risultante da un sabotaggio su larga scala di tutte le reti, sistemi e attività computerizzate. Combina il terrorismo informatico, la guerra informatica, la criminalità informatica e l’hacktivismo in scenari di interruzione di Internet su vasta scala o di collasso economico. Potrebbero essere prese di mira le infrastrutture economiche o industriali, come le banche o i sistemi di controllo industriale. Dal 2012 il numero degli attacchi basati su Internet e la loro complessità sono aumentati.
"Cybergeddon è una possibilità", ha spiegato il CEO di FireEye Ashar Aziz in un'intervista a Bloomberg: "Gli attacchi a infrastrutture critiche come la rete elettrica o le istituzioni finanziarie potrebbero devastare non solo l'economia degli Stati Uniti, ma di fatto l'economia mondiale. "
Il Defense Technical Information Center ha citato gli attacchi nucleari a impulsi elettromagnetici come parte dell'azione militare che potrebbe provocare il cybergeddon.